# Ischnocnema ramagii
Ischnocnema ramagii är en groddjursart som först beskrevs av George Albert Boulenger 1888.  Ischnocnema ramagii ingår i släktet Ischnocnema och familjen Brachycephalidae. IUCN kategoriserar arten globalt som livskraftig. Inga underarter finns listade i Catalogue of Life.